# Pier Béland
Pour les articles homonymes, voir Béland.
Pier Béland (née à Montréal le 12 avril 1948, et décédée le 16 avril 2013  à Laval, au Québec) est une chanteuse country canadienne, québécoise.

## Biographie
Elle est la fille de Réal Béland (du duo fantaisiste « Ti-Gus et Ti-Mousse ») et d'Armande Cyr et la demi-sœur de l'humoriste Réal Béland. Son gérant est Eduardo Da Costa, son mari André Véronneau.
En juillet 2012, on lui diagnostique un cancer de l'utérus.
Durant 40 ans, Pier Béland destine particulièrement au public québécois son répertoire de chansons. Ses albums lui valent trois nominations à l'ADISQ comme album country, soit en 1999, 2000 et 2001.
Son dernier album, Ce que je suis, sort après plus de 10 ans, le 17 avril 2013, le lendemain de sa mort. C’est un album posthume aux accents country, comportant ses coups de cœur des 20 dernières années.

## Albums
- 1988 : Chante l'amour (Productions André Véronneau/PAVCD-1307)
- 1989 : Séduction (Productions André Véronneau/PAVCD-1308)
- 1989 : Pier Béland (Disques Double/DOCD-30008)
- 1990 : Secrets de femme (Productions André Véronneau/PAVCD-1313)
- 1990 : À cause de lui (Disques Solutions/SNC-974)
- 1991 : Je me sens seule... sans toi! (Productions Gilbert Morin/PGMCD-1314)
- 1992 : Il est parti (Productions Gilbert Morin/PGMCD-1315)
- 1994 : Quand j'aime une fois... j'aime pour toujours (Productions Gilbert Morin/PGMCD-1322)
- 1996 : C'est comme ça qu'on fête, vol. 1 (Productions André Véronneau/PAVCD-1314)
- 1998 : C'est comme ça qu'on fête, vol. 2 (Productions André Véronneau/PAVCD-1315)
- 1999 : L'amour Country (Productions André Véronneau/PAVCD-1316)
- 1999 : Une femme Country (Productions André Véronneau/PAVCD-1317)
- 2000 : Country pour vous (Productions André Véronneau/PAVCD-1318)
- 2002 : 20 grands succès (Productions André Véronneau/PAVCD-1321)
- 2003 : Nous deux (Productions André Véronneau/PAVCD-1323)
- 2012 : Pier Béland LIVE (Productions André Véronneau/Pier Béland/PBCD-1215)

Posthume
- 2013 : Ce que je suis